# Planck (tàu không gian)
Planck là kính thiên văn không gian phát triển và quản lý bởi Cơ quan không gian châu Âu (ESA), được thiết kế để quan sát tính phi đẳng hướng trong bức xạ nền vi sóng vũ trụ (CMB) tại tần số vi ba và hồng ngoại ở mức phân giải và độ nhạy cao.  Dự án ban đầu có mã hiệu COBRAS/SAMBA, sau đó được lấy theo tên nhà vật lý học người Đức Max Planck (1858–1947), người nhận Giải Nobel vật lý năm 1918.
Tàu Planck được Thales Alenia Space lắp ráp tại Trung tâm không gian Cannes Mandelieu phóng lên vào tháng 5 năm 2009 cùng với Kính thiên văn không gian Herschel bằng tên lửa Ariane 5. Dự án nằm trong chương trình Khoa học Chân trời 2000 có mức đầu tư tầm trung (M3) của ESA. Con tàu đến quỹ đạo quay quanh điểm L2 của hệ Trái Đất - Mặt Trời vào tháng 7. Nó đã hoàn tất một vài lần quét khảo sát toàn bộ bầu trời.
Tàu Planck giúp bổ sung và nâng độ chính xác của kết quả thu được từ Tàu thăm dò vi sóng phi đẳng hướng Wilkinson (WMAP) của NASA, mà trước đó nó đã đo sự bất đẳng hướng ở mức độ phân giải góc lớn hơn với độ nhạy thấp hơn. Dữ liệu từ Planck mang lại thông tin giúp các nhà khoa học kiểm chứng một số lý thuyết về vũ trụ cũng như có được dữ liệu chính xác hơn về thành phần, cấu trúc và nguồn gốc hình thành cấu trúc lớn của vũ trụ.
Tháng 10 năm 2013, khi đã hoàn thành nhiệm vụ, tàu Planck được điều khiển bay vào quỹ đạo quanh Mặt Trời nhằm tránh bất cứ sự ảnh hưởng nào đến tín hiệu thu nhận từ các phi vụ khác.